# العلاقات الأرجنتينية السنغالية
العلاقات الأرجنتينية السنغالية هي العلاقات الثنائية التي تجمع بين الأرجنتين والسنغال.

## مقارنة بين البلدين
هذه مقارنة عامة ومرجعية للدولتين:
| وجه المقارنة                                              | الأرجنتين                                               | السنغال                                              |
| --------------------------------------------------------- | ------------------------------------------------------- | ---------------------------------------------------- |
| المساحة (كم2)                                             | 2.78 مليون                                              | 196.72 ألف                                           |
| عدد السكان (نسمة)                                         | 44.27 مليون                                             | 15.85 مليون                                          |
| الكثافة السكانية (ن./كم²)                                 | 15.92                                                   | 80.57                                                |
| العاصمة                                                   | بوينس آيرس                                              | داكار                                                |
| اللغة الرسمية                                             | اللغة الإسبانية                                         | لغة فرنسية، اللغة الولوفية، باديارا ‏، اللغة البلنتية |
| العملة                                                    | البيزو الأرجنتيني 1983 ‏، بيزو أرجنتيني، أسترال أرجنتيني | فرنك غرب أفريقي                                      |
| الناتج المحلي الإجمالي (بليون دولار)                      | 637.59 مليار                                            | 16.37 مليار                                          |
| الناتج المحلي الإجمالي (تعادل القوة الشرائية) بليون دولار | 883.02 مليار                                            | 36.62 مليار                                          |
| الناتج المحلي الإجمالي الاسمي للفرد دولار أمريكي          | 13.43 ألف                                               | 899                                                  |
| الناتج المحلي الإجمالي للفرد دولار أمريكي                 |                                                         | 2.33 ألف                                             |
| مؤشر التنمية البشرية                                      | 0.827                                                   | 0.466                                                |
| رمز المكالمات الدولي                                      | +54                                                     | +221                                                 |
| رمز الإنترنت                                              | .ar                                                     | .sn                                                  |
| المنطقة الزمنية                                           | 00                                                      | 00                                                   |

## مدن متوأمة
في ما يلي قائمة باتفاقيات التوأمة بين مدن أرجنتينية وسنغالية:
- ترتبط روساريو مع داكار باتفاقية توأمة منذ 1998.[13][14][13][14]

## منظمات دولية مشتركة
يشترك البلدان في عضوية مجموعة من المنظمات الدولية، منها:
| علم المنظمة | اسم المنظمة                               | تاريخ انضمام الأرجنتين | تاريخ انضمام السنغال |
| ----------- | ----------------------------------------- | ---------------------- | -------------------- |
|             | مؤسسة التنمية الدولية                     | 3 أغسطس 1962           | 31 أغسطس 1962        |
|             | البنك الإفريقي للتنمية                    | ?                      | ?                    |
|             | يونسكو                                    | 15 سبتمبر 1948         | 10 نوفمبر 1960       |
|             | مؤسسة التمويل الدولية                     | 13 أكتوبر 1959         | 31 أغسطس 1962        |
|             | منظمة حظر الأسلحة الكيميائية              | ?                      | ?                    |
|             | الأمم المتحدة                             | 24 أكتوبر 1945         | 28 سبتمبر 1960       |
|             | الاتحاد الدولي للاتصالات                  | 1889                   | 15 نوفمبر 1960       |
|             | منظمة الشرطة الجنائية الدولية             | ?                      | ?                    |
|             | البنك الدولي للإنشاء والتعمير             | 20 سبتمبر 1956         | 31 أغسطس 1962        |
|             | الاتحاد البريدي العالمي                   | ?                      | ?                    |
|             | المركز الدولي لتسوية المنازعات الاستشارية | 18 نوفمبر 1994         | 21 مايو 1967         |
|             | وكالة ضمان الاستثمار متعدد الأطراف        | 11 فبراير 1992         | 12 أبريل 1988        |
|             | منظمة التجارة العالمية                    | ?                      | ?                    |
|             | الفريق المعني برصد الأرض                  | ?                      | ?                    |

## وصلات خارجية
- موقع وزارة الخارجية الأرجنتينية
- موقع وزارة الخارجية السنغالية